# Drummond (Montana)
Drummond – miasto w Stanach Zjednoczonych, w stanie Montana, w hrabstwie Granite.